# Гениш, Конрад
Бе́нно Фриц Пауль Александр Конрад Ге́ниш (нем. Benno Fritz Paul Alexander Konrad Haenisch; 13 марта 1876, Грайфсвальд — 28 апреля 1925, Висбаден) — немецкий журналист и политик. Член Социал-демократической партии Германии.

## Биография
В 1893 году Конрад Гениш был исключён из гимназии в Грайфсвальде за «социал-демократические происки» и помещён в неврологическую лечебницу. В 1894 году Гениш поступил учиться на книготорговца в Лейпциге и там вступил в контакт с социал-демократическими кругами. Узнав об этом, консервативная прусская семья Генишей, представители которой были государственными чиновниками и академиками, поместила Конрада на принудительное лечение в Бетельскую психбольницу в Билефельде. Гениш добился свободы только после вмешательства друзей.
В 1895—1898 годах Гениш работал в Лейпциге в газете Leipziger Volkszeitung, где познакомился с Александром Парвусом. Гениш активно работал в лейпцигском отделении СДПГ и написал свои первые работы для издававшегося Карлом Каутским теоретического журнала СДПГ «Новое время» (Die Neue Zeit).
В 1898 году Гениш некоторое время работал в Людвигсхафене в газете Pfälzische Post, которая принадлежала скорее к ревизионистскому, правому крылу СДПГ, и вскоре был уволен за его антиревизионистские позиции. В январе 1899 года Гених вернулся в Саксонию, в Дрезден, где входил в редакционную коллегию газеты Sächsische Arbeiterzeitung, печатного органа левых в СДПГ, где главным редактором незадолго до этого работала Роза Люксембург. В 1900 году Гениш переехал в Дортмунд и в течение пяти лети работал редактором газеты Rheinisch-Westfälische Arbeiterzeitung. Гениш живо интересовался культурной жизнью Дортмунда и занимался театральной критикой.
В 1905—1907 годах Гениш вновь находился в Лейпциге и писал для Leipziger Volkszeitung, главным редактором которой работал Франц Меринг. На этот период приходится его сотрудничество с Паулем Леншем. В 1907 году Гениш вернулся в Дортмунд в Rheinisch-Westfälische Arbeiterzeitung и активно выступал на стороне противников ревизионизма. Вместе с Розой Люксембург Гениш пропагандировал применение массовых стачек в политической борьбе.
В 1911 году Гениш переехал в столицу, где работал в правлении СДПГ в качестве руководителя центрального бюро по агитационной литературе и преподавал в рабочей школе. В 1913 году Гениш впервые участвовал в выборах в прусский ландтаг и оставался депутатом ландтага Пруссии от СДПГ до своей смерти в 1925 году.
В 1914 году после начала Первой мировой войны Гениш поначалу выступал против военных кредитов, но в октябре присоединился к партийному большинству. Вместе с Паулем Леншем и Генрихом Куновом он основал группу Ленша-Кунова-Гениша, которая пыталась с марксистских позиций обосновать позицию большинства в СДПГ. В 1915—1919 годах Гениш работал в издававшемся Парвусом журнале «Колокол» (Die Glocke).
В результате Ноябрьской революции Гениш был назначен министром по делам культов в первом социал-демократическом правительстве Пруссии. В 1922 году министр внутренних дел Зеверинг назначил Конрада Гениша главой правительства Висбадена. Гениш занимал этот пост до своей смерти в 1925 году. Во время французской оккупации Рура в 1923 году Гениш был выслан из французской зоны, но продолжал свою деятельность по налаживанию отношений с Францией. В 1921 году Конрад Гениш участвовал в работе Республиканского имперского союза, в 1924 году перешёл в Рейхсбаннер. Гениш являлся почётным доктором Франкфуртского университета имени Иоганна Вольфганга Гёте.
Конрад Гениш приходился двоюродным братом немецкому синологу Эриху Генишу. В 1901 году Конрад Гениш женился на Вильгельмине Бёллинг, дочери дортмундского слесаря. Дочь Генишей Эльза в 1938 году эмигрировала из Гамбурга в США с мужем-евреем, проживала во Флориде, в 1945 году получила американское гражданство. Сын Конрада Гениша Вальтер, филолог и коммунист, иммигрировал в СССР, где стал жертвой сталинских репрессий и был расстрелян в 1938 году на Бутовском полигоне. Сын Эрнст Гениш стал журналистом и работал в Баварии, сын Эберхард погиб во Вторую мировую войну. Младшего сына Конрада Гениша звали Гёц.

## Сочинения
- Ferdinand Freiligrath: Wir sind die Kraft! Auswahl politischer und proletarischer Gedichte. Mit biographischen Skizze und erläuiterndem Nachwort von Konrad Haenisch. 3. Auflage. Gerisch, Dortmund 1910.
- Schiller und die Arbeiter. Anhang: 1. Schiller-Chronik, 2. Zur Schiller-Literatur (= Abhandlungen und Vorträge zur sozialistischen Bildung. Bd. 6). Kaden, Dresden 1912.
- Die Hetze auf die Arbeiterjugend. Aus den Reden des Landtagsabgeordneten Konrad Haenisch in den Sitzungen des Preußischen Abgeordnetenhauses am 11. und 12. Mai 1914. Ebert, Berlin 1914.
- Krieg und Sozialdemokratie. Drei Aufsätze. Auer, Hamburg 1915.
- Wo steht der Hauptfeind? Verlag der Internationalen Korrespondenz Baumeister, Berlin 1915.
- Deutsche Sozialdemokraten — Sozialdemokratische Deutsche. Rede (…) gehalten am 3. März 1915 (…). Landgraf, Chemnitz 1915.
- Der deutsche Arbeiter und sein Vaterland. Verlag der Internationalen Korrespondenz. Berlin-Karlshorst 1915.
- Sozialdemokratie und nationale Verteidigung. Buchhandlung Vorwärts, Berlin 1916.
- Die deutsche Sozialdemokratie in und nach dem Weltkriege. Mit einem Anhang: Zur Bibliographie der sozialistischen Kriegsliteratur (= Kriegspolitische Einzelschriften. Bd. 6/7). Schwetschke, Berlin 1916.
- Franz Klupsch: Die Judenhetze. Eine schwere Gafahr für den staatlichen und wirtschaftlichen Wiederaufbau Deutschlands. Mit einem Geleitbrief von Konrad Haenisch (Wirtschaft und Volk. Schriften zur Wiederaufrichtung Deutschlands und Genesung unseres Volkes. Hrsg. von der Deutschen Wirtschafts-Politischen Gesellschaft, Berlin). Berlin 1920.
- Staat und Hochschule. Ein Beitrag zur nationalen Erziehungsfrage. Verlag für Politik und Wirtschaft, Berlin 1920.
- Neue Bahnen der Kulturpolitik . Aus der Reformpraxis der deutschen Republik. Dietz, Berlin 1921.
- Gerhart Hauptmann und das deutsche Volk. Dietz, Berlin 1922.
- Лассаль. Человек и политик / Lassalle. Mensch und Politiker. Mit einem Bildnis Lassalles von Jakob Steinhardt und 10 Faksimile-Beilagen. Schneider, Berlin 1923.
- August Bebel. Schneider, Berlin 1923.
- Parvus. Ein Blatt der Erinnerung. Verlag für Sozialwissenschaft, Berlin 1925.
- Johann Plenge: In den Umsturztagen 1918/19. Aus meinem Briefwechsel mit Konrad Haenisch. Mit einem Brief an Philipp Scheidemann vom 8. November 1918. Bredt, Münster (um 1934).